# Jack Beaumont
Jack Beaumont (født 21. november 1993 i Maidenhead, England) er en britisk roer.
Beaumont vandt en sølvmedalje i dobbeltfirer ved OL 2020 i Tokyo, sammen med Harry Leask, Angus Groom og Tom Barras. Briterne blev i finalen besejret med knap to sekunder af guldvinderne fra Holland, mens Australien vandt bronze.
Beaumont var desuden med i den britiske dobbeltfirer der vandt sølv ved VM 2017 i Sarasota, og har desuden vundet tre EM-bronzemedaljer, to i dobbeltfirer og en i dobbeltsculler.

## OL-medaljer
- 2020:  Sølv i dobbeltfirer